# 相鉄本多劇場
相鉄本多劇場（そうてつほんだげきじょう、1988年12月開館 - 2014年11月30日閉館）は、神奈川県横浜市西区南幸2-1-22の「相鉄ムービル」にあった、民営の劇場である。

## 概要
本多劇場グループ代表の本多一夫と、建物オーナーである相模鉄道（相鉄）の協力により1988年12月に開場した。杮落しはクリストファー・デュラング作のコメディー｢ベティとブーの結婚｣（俳優座、青井陽治演出）。
経営は本多劇場グループで、同グループとしては下北沢以外に展開した初の、また横浜で最初の小劇場演劇専用劇場として、映画館・商業施設複合ビルである｢相鉄ムービル｣の3階に設けられた。
同じ本多グループ系列の｢ザ・スズナリ｣、｢駅前劇場｣に準じた、小劇場演劇向けに特化した構造・設備を有していた。舞台は張り出し可能、客席は前半分が平土間桟敷席、後半分は固定椅子席で全椅子席時の客席定員数は184である。
開館当初は貸し出しを行わずに提携公演のみを行い、都内の小劇場劇団を招聘する形態を取ったが、経営方針の変更や地元劇団及び演劇関係者の要望により、開場から約2年後に貸館業務を開始、その後は地元の小劇団も公演会場や稽古場として利用するようになった。
横浜駅に至近の立地であり、そのアクセスの良さから観客動員が見込めるため、積極的に利用する地元劇団は多い。なお、演劇公演以外にも落語などの伝統芸能や小規模なライブ、コンサート等が時折開催されていた。
劇場スタッフは全て本多グループの社員で、演劇文化活動を側面からサポートする姿勢は高く評価されており、毎月1回の割合で開かれている文化交流会「横浜演劇サロン」には数多くの演劇関係者や演劇ファンが集まり、親睦を深めていた。
2014年4月14日の横浜演劇サロンで年内の閉館を発表し、11月26日 - 30日に上演された『ソラリネ。#15“ニンギョヒメ”』を最後に26年間の営業を終えた。後継はShibuya O-Groupを運営するシブヤテレビジョンにより、イベントスペース『Yokohama O-SITE』（ヨコハマオーサイト）が、2015年1月31日にオープンしたが、こちらも2020年8月31日を最後に営業を終了した（跡地にはライブハウス「ミントホール」が同年11月オープン）。

## アクセス
- 横浜駅みなみ西口（通称：相鉄口）より徒歩約5分